# جست‌وجوی بی‌پایان
جست‌وجوی بی‌پایان (یک زندگینامه معنوی خودنوشت) نام کتابی از فیلسوف شهیر اتریشی کارل پوپر است. این کتاب توسط رحمت‌اله جباری ترجمه و در شرکت سهامی انتشار چاپ شده‌است.
در بخشی از این کتاب آمده‌است: «پدر و مادرم هر دو یهودی‌زاده بودند ولی پیش از تولد فرزندانشان غسل تعمید کردند و به مذهب پروتستان کلیسای لوتر گرویدند. پدرم پس از تأمل بسیار متعاقب شده بود که زندگی در میان جامعه‌ای که اکثریت قاطع آن مسیحی هستند، به ناگزیر ایجاب می‌کند که کم‌ترین آزار و آزردگی ممکن در زندگی ما و دیگران پدید آید. از این‌رو ادغام شدن و همگونی با این جامعه مسیحی ضرورت دارد. با این حال این هم‌گونی به معنی ناراضی کردن یهودیانی بود که سازمان یافته بودند. هم چنین بدین معنی بود که والدین مرا به عنوان انسان‌های ترسو و بزدل محکوم کنند. و بگویند که از یهودی‌ستیزی بیم دارند. همه اینها قابل درک بود، ولی پاسخش این بود که یهودی‌ستیزی زشت و زننده است و یهودیان و غیریهودیان باید به‌طور یکسان از آن بترسند. و وظیفه مردم یهودی‌تبار این است که به بهترین کارها دست یازند، تا دیگران را به یهودی‌ستیزی تحریک ننمایند. به علاوه بسیاری از یهودیان در جمعیت مسیحی ادغام شده بودند. و این ادغام و هم‌گونی، کارآیی داشت.»